# Dam (Einheit)
Dam war ein Längenmaß in Annam, einer Region in Ostasiens. Heute gehört der größere Teil Annam zu Vietnam. Auch in Kambodscha galt dieses Wegemaß.
- 1 Dam = 2 Li = 890,38 Meter
- 5 Dam = 1 League